# McLellan Galleries
McLellan Galleries er et stort udstillingssted i Glasgow, Skotland, der ligger bagved en række butikker og kontorer på Sauchiehall Street.
Det er en del af byens udvidelse på Blythswood Hill der blev styret af William Harley, og galleriet blev opført 1855-6 efter tegning af arkitekten James Smith på Blythswood Square for en pris på £40.000. Gallerierne er opkaldt efter deres grundlægger Archibald McLellan (1795–1854), der var vognbygger og mæcen for kunst.